# Spätlatein
Als Spätlatein oder Spätlateinisch (Substantivierung des Adjektivs spätlateinisch) wird jene Sprachstufe in der Entwicklung des Lateinischen bezeichnet, die ungefähr im 2. oder 3. Jahrhundert einsetzte und bis zum Ende der Antike dauerte, sprich das Latein der Spätantike. Abgegrenzt wird das Spätlateinische einerseits vom klassischen Latein der vorangehenden Epoche und andererseits vom mittelalterlichen Mittellatein. Die Übergänge zwischen den Epochen sind fließend und erstrecken sich über längere Zeiträume.

## Weitere Einzelheiten
Die Zeit des Spätlateins schließt sich an diejenige der Silbernen Latinität an, die bis ins späte 2. Jahrhundert reicht (Apuleius). Gekennzeichnet ist das Spätlatein als Literatursprache zunächst durch eine Steigerung der Eigentümlichkeiten der Silbernen Latinität. Hervorstechende Tendenzen sind ein besonders üppiger Gebrauch rhetorischer Mittel und eine Ausweitung des Wortschatzes, die einerseits durch Rückgriff auf archaische Ausdrücke der Sprache von Ennius, Plautus und Terenz erfolgt, andererseits durch Neubildungen, Entlehnungen und Aufnahme umgangssprachlicher Wörter in die Schriftsprache. Auch in der spätlateinischen Syntax treten umgangssprachliche Phänomene hervor. Damit entfernt sich das Latein immer mehr von den Normen der Goldenen Latinität, die scharf zwischen Schrift- und Umgangssprache trennte.
Unterschieden wird also einerseits zwischen der Hoch- und Umgangssprache (das sogenannte Vulgärlatein), andererseits zwischen der klassischem und der spätantiken lateinischen Hochsprache. Während die erstgenannte Unterscheidung zwei zeitlich nebeneinander bestehende Sprachebenen betrifft, die sich je nach Autor und Epoche in höherem oder geringerem Maß vermischen bzw. getrennt werden (bis hin zur Diglossie), gliedert die andere nach einem chronologischen Gesichtspunkt. Gewöhnlich verwendet man die Bezeichnung „Spätlatein“ vorwiegend für das geschriebene Latein der Epoche zwischen dem 3. und 6. Jahrhundert; die gesprochene Sprache dieser Zeit nennt man meist Vulgärlatein (aus lateinisch vulgaris „alltäglich“, „gewöhnlich“, „das einfache Volk betreffend“ – nicht „vulgär“ im heutigen Sinne von Vulgärsprache). Eine vulgärlateinische Umgangssprache gab es aber nicht erst in spätlateinischer Zeit, sondern schon in der Zeit des Altlateins, vor dem Beginn der klassischen Latinität. Die klassische Latinität verbannte das Umgangssprachliche aus der Schriftsprache; im Spätlatein drangen wieder mehr umgangssprachliche Elemente in die Schriftsprache ein. Daher weist das Spätlatein Übereinstimmungen mit dem Altlatein auf, von dem einige Elemente im Vulgärlatein überdauert hatten. Ein besonders markantes Beispiel dafür ist die umgangssprachliche Konstruktion der verba sentiendi et dicendi (Verben des Mitteilens, Wahrnehmens und Meinens) mit quod („dass“) statt Accusativus cum infinitivo. Sie war schon in der altlateinischen Umgangssprache üblich, im klassischen Latein galt sie aber als ungepflegt und wurde für gewöhnlich vermieden. Ab dem späten 2. Jahrhundert tauchte sie in der Literatur wieder häufiger auf, in der Spätantike nahm ihre hochsprachliche Verwendung weiter zu, im Mittelalter war sie schließlich gängig (noch häufiger aber anscheinend in Analogie durch quia, eigentlich neben "quod" ein anderes Wort für „weil“, ersetzt).
Die spätlateinische geschriebene Hochsprache wurde dem Mittelalter insbesondere von den christlichen Schriftstellern der Antike – darunter vor allem den lateinischen Kirchenvätern – vermittelt. Im Laufe der spätlateinischen Periode und dann noch stärker im Frühmittelalter traten gesprochene und geschriebene Sprache immer mehr auseinander. Das geschriebene Spätlatein als Hochsprache lebte im Mittellatein fort; aus dem gesprochenen Vulgärlatein, der Umgangssprache, entstanden die romanischen Sprachen.

## Einzelbelege
1. ↑  Duden online: Spätlatein